# Mistrovství světa ve volejbale mužů 1982
10. mistrovství světa  ve volejbale mužů proběhlo v dnech 1. – 15. října v Argentině.
Turnaje se zúčastnilo 24 mužstev, rozdělených do šesti čtyřčlenných skupin, z nichž první dva týmy postoupily do dvou čtvrtfinálových skupin. Družstva, která skončila ve čtvrtfinále na prvním a druhém místě postoupily do semifinále. Družstva na třetím a čtvrtém místě hrály o 5. - 8. místo a družstva na pátém a šestém místě hrály o 9. - 12. místo. Týmy, které skončily v základní skupině na třetím a čtvrtém místě, hrály o 13. - 24. místo. Mistrem světa se stal Sovětský svaz.

## Výsledky a tabulky

### Skupina A
|    |           | JPN | ARG | MEX | TUN | V | P | Skóre | B |
| 1. | Japonsko  | *** | 3:1 | 3:0 | 3:0 | 3 | 0 | 9:1   | 6 |
| 2. | Argentina | 1:3 | *** | 3:1 | 3:0 | 2 | 1 | 7:4   | 5 |
| 3. | Mexiko    | 0:3 | 1:3 | *** | 3:2 | 1 | 2 | 4:8   | 4 |
| 4. | Tunisko   | 0:3 | 0:3 | 2:3 | *** | 0 | 3 | 2:9   | 3 |

 Japonsko -  Mexiko 3:0 (15:11, 15:8, 15:9) 
2. října 1982 - Buenos Aires
 Argentina -  Tunisko 3:0 (15:2, 15:4, 15:0) 
2. října 1982 - Buenos Aires
 Japonsko -  Tunisko 3:0 (15:8, 15:5, 15:4) 
3. října 1982 - Buenos Aires
 Argentina -  Mexiko 3:1 (16:14, 13:15, 15:3, 19:17) 
3. října 1982 - Buenos Aires
 Mexiko -  Tunisko 3:2 (13:15, 11:15, 15:9, 15:9, 15:7)
4. října 1982 - Buenos Aires
 Japonsko -  Argentina 3:1 (10:15, 17:15, 15:11, 15:11) 
4. října 1982 - Buenos Aires

### Skupina B
|    |           | URS | BUL | USA | CHI | V | P | Skóre | B |
| 1. | SSSR      | *** | 3:0 | 3:0 | 3:0 | 3 | 0 | 9:0   | 6 |
| 2. | Bulharsko | 0:3 | *** | 3:2 | 3:0 | 2 | 1 | 6:5   | 5 |
| 3. | USA       | 0:3 | 2:3 | *** | 3:0 | 1 | 2 | 5:6   | 4 |
| 4. | Chile     | 0:3 | 0:3 | 0:3 | *** | 0 | 3 | 0:9   | 3 |

 SSSR -  Chile 3:0 (15:0, 15:4, 15:8) 
2. října 1982 - Catamarca
 Bulharsko -  USA 3:2 (13:15, 15:6, 12:15, 15:11, 16:14)
2. října 1982 - Catamarca
 Bulharsko -  Chile 3:0 (15:5, 15:5, 15:3) 
3. října 1982 - Catamarca
 SSSR -  USA 3:0 (15:11, 15:12, 16:14) 
3. října 1982 - Catamarca
 SSSR -  Bulharsko 3:0 (15:7, 15:5, 15:13) 
4. října 1982 - Catamarca
 USA -  Chile 3:0 (15:1, 15:1, 15:5)
4. října 1982 - Catamarca

### Skupina C
|    |           | CAN | GDR | ITA | AUS | V | P | Skóre | B |
| 1. | Kanada    | *** | 3:0 | 2:3 | 3:0 | 2 | 1 | 9:1   | 5 |
| 2. | NDR       | 0:3 | *** | 3:0 | 3:0 | 2 | 1 | 6:3   | 5 |
| 3. | Itálie    | 3:2 | 0:3 | *** | 3:0 | 2 | 1 | 6:5   | 5 |
| 4. | Austrálie | 0:3 | 0:3 | 0:3 | *** | 0 | 3 | 0:9   | 3 |

 Itálie -  Austrálie 3:0 (15:1, 15:1, 15:8)
1. října 1982 - Rosario
 Kanada -  NDR 3:0 (15:12, 15:6, 15:10) 
1. října 1982 - Rosario
 NDR -  Austrálie 3:0 (15:5, 15:6, 15:5) 
2. října 1982 - Rosario
 Itálie -  Kanada 3:2 (15:5, 9:15, 15:5, 13:15, 15:8)
2. října 1982 - Rosario
 Kanada -  Austrálie 3:0 (15:1, 15:10, 15:9) 
3. října 1982 - Rosario
 NDR -  Itálie 3:0 (16:14, 15:6, 15:8)
3. října 1982 - Rosario

### Skupina D
|    |           | POL | CUB | ROM | VEN | V | P | Skóre | B |
| 1. | Polsko    | *** | 3:1 | 3:0 | 3:0 | 3 | 0 | 9:1   | 6 |
| 2. | Kuba      | 1:3 | *** | 3:0 | 3:0 | 2 | 1 | 6:3   | 5 |
| 3. | Rumunsko  | 0:3 | 0:3 | *** | 3:1 | 1 | 2 | 3:7   | 4 |
| 4. | Venezuela | 0:3 | 0:3 | 1:3 | *** | 0 | 3 | 1:9   | 3 |

 Kuba -  Venezuela 3:0 (15:5, 15:3, 15:4) 
2. října 1982 - Buenos Aires
 Polsko -  Rumunsko 3:0 (15:6, 15:10, 15:6) 
2. října 1982 - Buenos Aires
 Polsko -  Venezuela 3:0 (15:2, 15:5, 15:1) 
3. října 1982 - Buenos Aires
 Kuba -  Rumunsko 3:0 (15:6, 15:11, 15:7) 
3. října 1982 - Buenos Aires
 Rumunsko -  Venezuela 3:1 (15:13, 15:9, 15:17, 15:9)
4. října 1982 - Buenos Aires
 Polsko -  Kuba 3:1 (9:15, 15:10, 15:5, 15:10)
4. října 1982 - Buenos Aires

### Skupina E
|    |         | CHN | KOR | FRA | FIN | V | P | Skóre | B |
| 1. | Čína    | *** | 3:0 | 3:0 | 3:0 | 3 | 0 | 9:0   | 6 |
| 2. | Korea   | 0:3 | *** | 3:0 | 3:1 | 2 | 1 | 6:4   | 5 |
| 3. | Francie | 0:3 | 0:3 | *** | 3:2 | 1 | 2 | 3:8   | 4 |
| 4. | Finsko  | 0:3 | 1:3 | 2:3 | *** | 0 | 3 | 3:9   | 3 |

 Čína -  Francie 3:0 (15:10, 15:5, 17:15) 
1. října 1982 - Buenos Aires
 Korejská republika -  Finsko 3:1 (16:14, 15:12, 14:16, 15:11) 
1. října 1982 - Buenos Aires
 Korejská republika -  Francie 3:0 (16:14, 15:12, 15:11) 
2. října 1982 - Buenos Aires
 Čína -  Finsko 3:0 (15:12, 15:5, 15:9) 
2. října 1982 - Buenos Aires
 Francie -  Finsko 3:2 (3:15, 15:11, 15:9, 11:15, 16:14)
3. října 1982 - Buenos Aires
 Čína -  Korejská republika 3:0 (15:12, 15:6, 15:4)
3. října 1982 - Buenos Aires

### Skupina F
|    |          | TCH | BRA | IRQ | LBY | V | P | Skóre | B |
| 1. | ČSSR     | *** | 3:1 | 3:0 | 3:0 | 3 | 0 | 9:1   | 6 |
| 2. | Brazílie | 1:3 | *** | 3:0 | 3:0 | 2 | 1 | 7:3   | 5 |
| 3. | Irák     | 0:3 | 0:3 | *** | 3:2 | 1 | 2 | 3:8   | 4 |
| 4. | Libye    | 0:3 | 0:3 | 2:3 | *** | 0 | 3 | 2:9   | 3 |

 Československo -  Irák 3:0 (15:6, 15:7, 15:3) 
2. října 1982 - Mendoza
 Brazílie -  Libye 3:0 (15:3, 15:5, 15:6) 
2. října 1982 - Mendoza
 Československo -  Libye 3:0 (15:6, 15:3, 15:7) 
3. října 1982 - Mendoza
 Brazílie -  Irák 3:0 (15:1, 15:0, 15:0)
3. října 1982 - Mendoza
 Irák -  Libye 3:2 (9:15 15:12, 10:15, 15:11, 15:13)
4. října 1982 - Mendoza
 Československo -  Brazílie 3:1 (15:12, 16:14, 11:15, 15:8)
4. října 1982 - Mendoza

### Čtvrtfinále

#### Skupina A
|    |           | URS  | BRA  | BUL  | POL  | CUB  | TCH  | V | P | Skóre | B  |
| 1. | SSSR      | ***  | 3:0  | 3:0* | 3:1  | 3:0  | 3:1  | 5 | 0 | 15:2  | 10 |
| 2. | Brazílie  | 0:3  | ***  | 3:1  | 3:0  | 3:0  | 1:3* | 3 | 2 | 10:7  | 8  |
| 3. | Bulharsko | 0:3* | 1:3  | ***  | 3:0  | 2:3  | 3:2  | 2 | 3 | 9:11  | 7  |
| 4. | Polsko    | 1:3  | 0:3  | 0:3  | ***  | 3:1* | 3:0  | 2 | 3 | 7:10  | 7  |
| 5. | Kuba      | 0:3  | 0:3  | 3:2  | 1:3* | ***  | 3:2  | 2 | 3 | 7:13  | 7  |
| 6. | ČSSR      | 1:3  | 3:1* | 2:3  | 0:3  | 2:3  | ***  | 1 | 4 | 8:13  | 6  |

- s hvězdičkou = zápas ze základní skupiny.

 Bulharsko -  Československo 3:2 (13:15, 12:15, 15:6, 15:12, 15:9)
7. října 1982 - Mendoza 
 Brazílie -  Polsko 3:0 (15:11, 15:3, 15:10) 
7. října 1982 - Mendoza 
 SSSR -  Kuba 3:0 (15:12, 15:3, 15:6)
7. října 1982 - Mendoza 
 Bulharsko -  Polsko 3:0 (15:10, 15:13, 15:4) 
8. října 1982 - Mendoza 
 Brazílie -  Kuba 3:0 (15:9, 15:12, 15:13) 
8. října 1982 - Mendoza 
 SSSR -  Československo 3:1 (10:15, 15:12, 15:6, 15:4) 
8. října 1982 - Mendoza 
 Kuba -  Československo 3:2 (14:16, 17:15, 7:15, 15:9, 15:12)
10. října 1982 - Catamarca
 Brazílie -  Bulharsko 3:1 (13:15, 15:6, 15:7, 15:10) 
10. října 1982 - Catamarca
 SSSR -  Polsko 3:1 (15:9, 11:15, 15:9, 15:2) 
10. října 1982 - Catamarca
 Kuba -  Bulharsko 3:2 (12:15, 15:9, 11:15, 15:12, 15:9)
11. října 1982 - Catamarca
 SSSR -  Brazílie 3:0 (15:7, 15:7, 15:6) 
11. října 1982 - Catamarca
 Polsko -  Československo 3:0 (15:8, 15:5, 18:16)
11. října 1982 - Catamarca

#### Skupina B
|    |           | JPN  | ARG  | CHN  | KOR  | CAN  | GDR  | V | P | Skóre | B |
| 1. | Japonsko  | ***  | 3:1* | 3:2  | 3:0  | 1:3  | 3:0  | 4 | 1 | 13:6  | 9 |
| 2. | Argentina | 1:3* | ***  | 3:0  | 3:2  | 3:2  | 3:2  | 4 | 1 | 13:9  | 9 |
| 3. | Čína      | 2:3  | 0:3  | ***  | 3:0* | 3:0  | 3:0  | 3 | 2 | 11:6  | 8 |
| 4. | Korea     | 0:3  | 2:3  | 0:3* | ***  | 3:0  | 3:0  | 2 | 3 | 8:9   | 7 |
| 5. | Kanada    | 3:1  | 2:3  | 0:3  | 0:3  | ***  | 3:0* | 2 | 3 | 8:10  | 7 |
| 6. | NDR       | 0:3  | 2:3  | 0:3  | 0:3  | 0:3* | ***  | 0 | 5 | 2:15  | 5 |

- s hvězdičkou = zápas ze základní skupiny.

 Kanada -  Japonsko 3:1 (14:16 15:7, 15:11, 18:16)
7. října 1982 - Rosario
 Čína -  NDR 3:0 (15:9, 15:12, 15:8) 
7. října 1982 - Rosario
 Argentina -  Korejská republika 3:2 (10:15, 15:12, 15:7, 12:15, 15:8)
7. října 1982 - Rosario
 Korejská republika -  NDR 3:0 (15:11, 15:12, 15:9) 
8. října 1982 - Rosario
 Argentina -  Kanada 3:2 (16:14, 15:5, 12:15, 5:15, 15:9)
8. října 1982 - Rosario
 Japonsko -  Čína 3:2 (4:15, 15:6, 15:6, 4:15, 15:11)
8. října 1982 - Rosario
 Čína -  Kanada 3:0 (15:1, 17:15, 15:3) 
10. října 1982 - Buenos Aires
 Japonsko -  Korejská republika 3:0 (15:6, 15:11, 15:5) 
10. října 1982 - Buenos Aires
 Argentina -  NDR 3:2 (7:15, 15:7, 8:15, 16:14, 15:8)
10. října 1982 - Buenos Aires
 Korejská republika -  Kanada 3:0 (17:15, 15:8, 15:13) 
11. října 1982 - Buenos Aires
 Japonsko -  NDR 3:0 (17:15, 15:11, 15:3) 
11. října 1982 - Buenos Aires
 Argentina -  Čína 3:0 (15:10, 15:11, 15:10)
11. října 1982 - Buenos Aires

### Semifinále
SSSR -  Argentina 3:0 (15:7, 15:10, 15:9) 
14. října 1982 - Buenos Aires
 Brazílie -  Japonsko 3:0 (15:7, 20:18, 15:11) 
14. října 1982 - Buenos Aires

### Finále
SSSR -  Brazílie 3:0 (15:3, 15:4, 15:5) 
15. října 1982 - Buenos Aires

### O 3. místo
Argentina -  Japonsko 3:0 (16:14, 16:14, 15:11)
15. října 1982 - Buenos Aires 

### O 5. - 8. místo
Polsko -  Čína 3:1 (10:15, 15:4, 15:4, 15:12)
14. října 1982 - Rosario
 Bulharsko -  Korejská republika 3:0 (15:13, 15:6, 15:8) 
14. října 1982 - Rosario

### O 5. místo
Bulharsko -  Polsko 3:1 (15:10, 13:15, 15:6, 15:7) 
15. října 1982 - Rosario

### O 7. místo
Čína -  Korejská republika 3:0 (15:4, 15:7, 15:8) 
15. října 1982 - Rosario

### O 9. - 12. místo
Kuba -  NDR 3:0 (15:3, 15:4, 15:8) 
14. října 1982 - Mendoza
 Československo -  Kanada 3:0 (16:14, 16:14, 15:6)
14. října 1982 - Mendoza

### O 9. místo
Československo -  Kuba 3:0 (15:11, 15:2, 15:13) 
15. října 1982 - Mendoza

### O 11. místo
Kanada -  NDR 3:2 (15:9, 10:15, 15:11, 7:15, 15:2)
15. října 1982 - Mendoza

### O 13. - 24. místo

#### Skupina A
|    |           | ITA  | FRA  | MEX  | FIN  | TUN  | AUS  | V | P | Skóre | B  |
| 1. | Itálie    | ***  | 3:1  | 3:0  | 3:0  | 3:0  | 3:0* | 5 | 0 | 15:1  | 10 |
| 2. | Francie   | 1:3  | ***  | 3:2  | 3:2* | 3:0  | 3:0  | 4 | 1 | 13:7  | 9  |
| 3. | Mexiko    | 0:3  | 2:3  | ***  | 3:2  | 3:2* | 3:0  | 3 | 2 | 11:10 | 8  |
| 4. | Finsko    | 0:3  | 2:3* | 2:3  | ***  | 3:0  | 3:0  | 2 | 3 | 10:9  | 7  |
| 5. | Tunisko   | 0:3  | 0:3  | 2:3* | 0:3  | ***  | 3:0  | 1 | 4 | 5:12  | 6  |
| 6. | Austrálie | 0:3* | 0:3  | 0:3  | 0:3  | 0:3  | ***  | 0 | 5 | 0:15  | 5  |

- s hvězdičkou = zápas ze základní skupiny.

 Itálie -  Finsko 3:0 (15:13, 15:10, 15:11) 
7. října 1982 - Buenos Aires
 Mexiko -  Austrálie 3:0 (15:6, 15:9, 15:4)
7. října 1982 - Buenos Aires
 Francie -  Tunisko 3:0 (15:4, 15:1, 15:2) 
7. října 1982 - Buenos Aires
 Francie -  Mexiko 3:2 (11:15, 15:13, 10:15, 15:12, 15:11)
8. října 1982 - Buenos Aires
 Finsko -  Austrálie 3:0 (15:7, 15:9, 15:6) 
8. října 1982 - Buenos Aires
 Itálie -  Tunisko 3:0 (15:3, 15:2, 15:5) 
8. října 1982 - Buenos Aires
 Itálie -  Francie 3:1 (10:15, 15:13, 15:6, 15:6) 
10. října 1982 - Rosario 
 Mexiko -  Finsko 3:2 (16:14, 8:15, 17:15, 11:15, 17:15)
10. října 1982 - Rosario 
 Tunisko -  Austrálie 3:0 (15:13, 15:13, 15:10) 
10. října 1982 - Rosario 
 Finsko -  Tunisko 3:0 (15:7, 15:9, 15:13) 
11. října 1982 - Rosario 
 Itálie -  Mexiko 3:0 (15:2, 15:10, 15:8) 
11. října 1982 - Rosario 
 Francie -  Austrálie 3:0 (15:10, 15:8, 15:6)
11. října 1982 - Rosario 

#### Skupina B
|    |           | USA  | ROM  | VEN  | IRQ  | CHI  | LBY  | V | P | Skóre | B  |
| 1. | USA       | ***  | 3:1  | 3:0  | 3:0  | 3:0* | 3:0  | 5 | 0 | 15:1  | 10 |
| 2. | Rumunsko  | 1:3  | ***  | 3:1* | 3:0  | 3:0  | 3:0  | 4 | 1 | 13:4  | 9  |
| 3. | Venezuela | 0:3  | 1:3* | ***  | 3:1  | 3:2  | 3:0  | 3 | 2 | 10:9  | 8  |
| 4. | Irák      | 0:3  | 0:3  | 1:3  | ***  | 3:0  | 3:2* | 2 | 3 | 7:11  | 7  |
| 5. | Chile     | 0:3* | 0:3  | 2:3  | 0:3  | ***  | 3:0  | 1 | 4 | 5:12  | 6  |
| 6. | Libye     | 0:3  | 0:3  | 0:3  | 2:3* | 0:3  | ***  | 0 | 5 | 2:15  | 5  |

- s hvězdičkou = zápas ze základní skupiny.

 Venezuela -  Irák 3:1 (15:4, 15:5, 11:15, 15:3)
7. října 1982
 Rumunsko -  Chile 3:0 (15:5, 15:4, 15:3) 
7. října 1982
 USA -  Libye 3:0 (15:7, 15:1, 15:3) 
7. října 1982
 Rumunsko -  Irák 3:0 (15:8, 15:3, 15:2) 
8. října 1982
 USA -  Venezuela 3:0 (15:2, 15:4, 15:8) 
8. října 1982
 Chile -  Libye 3:0 (15:10, 15:12, 15:8) 
8. října 1982
 USA -  Irák 3:0 (15:6, 15:9, 15:9) 
10. října 1982
 Venezuela -  Chile 3:2 (15:8, 16:18, 15:8, 13:15, 15:10)
10. října 1982
 Rumunsko -  Libye 3:0 (15:5, 15:4, 15:1) 
10. října 1982
 Venezuela -  Libye 3:0 (15:10, 15:8, 15:9) 
11. října 1982
 Irák -  Chile 3:0 (15:12, 15:6, 15:8) 
11. října 1982
 USA -  Rumunsko 3:1 (15:11, 13:15, 15:11, 15:10) 
11. října 1982

### O 13. - 16. místo
USA -  Francie 3:0 (15:6, 15:4, 15:11) 
14. října 1982 - Catamarca
 Itálie -  Rumunsko 3:2 (15:13, 15:9, 4:15, 10:15, 18:16)
14. října 1982 - Catamarca

### O 13. místo
USA -  Itálie 3:0 (15:10, 15:5, 15:6) 
15. října 1982 - Catamarca

### O 15. místo
Rumunsko -  Francie 3:2 (15:10, 13:15, 13:15, 16:14, 15:11)
15. října 1982 - Catamarca

### O 17. - 20. místo
Finsko -  Venezuela 3:1 (16:14, 15:11, 8:15, 15:10) 
14. října 1982 - Rosario
 Mexiko -  Irák 3:0 (15:2, 15:10, 15:3)
14. října 1982 - Rosario

### O 17. místo
Finsko -  Mexiko 3:0 (15:8, 15:12, 16:14) 
15. října 1982 - Rosario

### O 19. místo
Venezuela -  Irák 3:2 (15:10, 11:15, 11:15, 15:3, 15:8)
15. října 1982 - Rosario

### O 21. - 24. místo
Austrálie -  Chile 3:1 (13:15, 15:10, 15:3, 15:2) 
14. října 1982 - Buenos Aires
 Tunisko -  Libye 3:1 (15:11, 14:16, 15:8 15:8)
14. října 1982 - Buenos Aires

### O 21. místo
Tunisko -  Austrálie 3:1 (12:15, 15:12, 15:4, 15:4) 
15. října 1982 - Buenos Aires

### O 23. místo
Chile -  Libye 3:1 (7:15, 15:8, 15:9, 15:1) 
15. října 1982 - Buenos Aires

## Soupisky
1.  SSSR
| - Vjačeslav Zajcev - Alexandr Savin - Villar Loor - Vladimir Dorochov | - Jurij Pančenko - Pavel Selivanov - Oleg Moliboga - Vladimir Ščurichin | - Valerij Losev - Alexander Sorokolet - Sergej Gribov - Oleg Smugilev |

- Trenér: Vjačeslav Platonov

2.  Brazílie
| - Rocha de Rezende - Jose "Montanaro" Junior - Campos do Nascimento - Dal Zoto | - William Carvalho da Silva - „Amauri“ Ribeiro - Mario de Oliveira Neto - Lampariello Neto | - Leonidio Pasquali de Pra Filho - „Bernard“ Rajzman - Luis Claudio de Castro Figueiredo - Roscio de Avila |

3.  Argentina
| - Carlos Alberto Getzelevich - Daniel Castellani - Esteban Eduardo Martínez - Carlos Enrique Wagenpfeild | - Gabriel Roberto Solari - José Miguel Puccinelli - Hugo Conte - Raúl Nicolás Quiroga | - Jon Emili Uriarte - Alcides Desiderio Cuminetti - Leonardo César Wiernes - Waldo Ariel Kantor |

9.  Československo
| - D. Prieložný - Pavlík - M. Černoušek - Sýkora | - Krejčí - Hampacher - Kaláb - Kopecký | - Pitner - Novotný - Repák - Řeřábek |

- Trenér: D. Melíšek

## Konečné pořadí
| 10.              | Mistrovství světa 1982 | Z | V | P | Skóre | B  |
| ---------------- | ---------------------- | - | - | - | ----- | -- |
| Zlatá medaile    | Sovětský svaz          | 9 | 9 | 0 | 27:2  | 18 |
| Stříbrná medaile | Brazílie               | 9 | 6 | 3 | 19:10 | 15 |
| Bronzová medaile | Argentina              | 9 | 7 | 2 | 22:13 | 16 |
| 4.               | Japonsko               | 9 | 6 | 3 | 19:12 | 15 |
| 5.               | Bulharsko              | 9 | 6 | 3 | 21:14 | 15 |
| 6.               | Polsko                 | 9 | 5 | 4 | 17:14 | 14 |
| 7.               | Čína                   | 9 | 6 | 3 | 21:9  | 15 |
| 8.               | Jižní Korea            | 9 | 4 | 5 | 14:16 | 13 |
| 9.               | ČSSR                   | 9 | 5 | 4 | 20:13 | 14 |
| 10.              | Kuba                   | 9 | 5 | 4 | 16:16 | 14 |
| 11.              | Kanada                 | 9 | 4 | 5 | 16:18 | 13 |
| 12.              | NDR                    | 9 | 2 | 7 | 10:21 | 11 |
| 13.              | USA                    | 9 | 7 | 2 | 23:7  | 16 |
| 14.              | Itálie                 | 9 | 7 | 2 | 21:11 | 16 |
| 15.              | Rumunsko               | 9 | 5 | 4 | 18:15 | 14 |
| 16.              | Francie                | 9 | 4 | 5 | 15:19 | 13 |
| 17.              | Finsko                 | 9 | 4 | 5 | 17:16 | 13 |
| 18.              | Mexiko                 | 9 | 4 | 5 | 15:19 | 13 |
| 19.              | Venezuela              | 9 | 4 | 5 | 14:20 | 13 |
| 20.              | Irák                   | 9 | 2 | 7 | 9:23  | 11 |
| 21.              | Tunisko                | 9 | 3 | 6 | 11:20 | 12 |
| 22.              | Austrálie              | 9 | 1 | 8 | 4:25  | 10 |
| 23.              | Chile                  | 9 | 2 | 7 | 9:22  | 11 |
| 24.              | Libye                  | 9 | 0 | 9 | 4:27  | 9  |